# 尾西鉄道デボ100形電車
尾西鉄道デボ100形電車（びさいてつどうデボ100がたでんしゃ）は、尾西鉄道が1922年に導入した木造両運転台の通勤形電車。

## 沿革
1922年（大正11年）にデボ101 - 103が1925年（大正14年）にデボ104-108の計8両が日本車輌製造により新製された。1925年（大正14年）に尾西鉄道は（旧）名古屋鉄道に吸収合併されたが、本形式は車番・車種記号ともに変化はなかった。その後現・名古屋鉄道（名鉄）設立後にモ100形（初代）と改称されている。
戦後国鉄63系電車（初代3700系）導入の見返りにモ101 - 103の3両を菊池電気鉄道（現、熊本電気鉄道）、山陰中央鉄道（後の日ノ丸自動車法勝寺電鉄線、一畑電気鉄道広瀬線）に譲渡し、名鉄に残存したモ104 - 108の5両は1949年（昭和24年）にモ160形161 - 165と改称・改番された。1952年（昭和27年）に尾西線の架線電圧が1500Vに昇圧されると本形式は架線電圧600Vの支線区へ転属し、最終的には全車揖斐線に集結した。廃車は1962年（昭和37年）より開始され、最後まで残存したモ163も1964年（昭和39年）4月に廃車されて形式消滅した。